# Lingarn

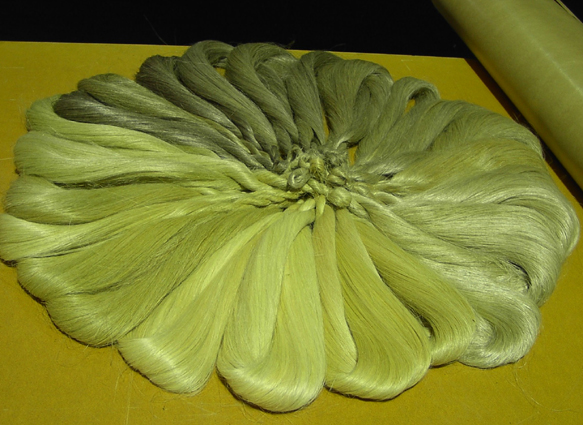
Lingarn i olika blekningsgrad

Lingarn är som tråd i ofärgat skick alltid brunaktig, men bleknar med tidens gång och tvättande till ljust beige. Lin krymper bara vid första tvätten.  Lin är svårare att slå tätt i en vävstol än till exempel dagens bomull, och torde vara ännu svårare att få tätt slaget i de stående vävstolar man hade fram till 1700-talet, där inslaget "packas" uppåt. Tätheten i tyget påverkar tygets slitagetålighet.
Beredning av växten lin för tillverkning av lingarn (linberedning) är en omständlig procedur med skörd, rötning,  bråkning, skäktning, häckling och spinning, omgärdad av många moment och särskilda redskap.
Fram till 1500-talet då spinnrocken fann sin väg till Sverige, spann man här tråden med hjälp av sländor försedda med rotationsvikter i form av sländtrissor.
Linvarpen är en varp i en klass för sig. Vare sig det är myt eller fakta så skiljer det sig från andra slags varpar att ha i vävstolen. Lintråden betraktas som att den "lever sitt eget liv", det fordras ett annat slags handlag i uppsättningen och hela hanteringen av varpen, även under vävningen. För att råda bot på en trilskande varp kan man pensla den med avsvalnat linfrövatten, det vill säga uppkokade linfrön i vatten som silas och därefter penslas på. En vanlig blomspruta kan vara lämplig att ha till hands under vävningen, för att ge varpen en dusch emellanåt, men skeden rostar lätt av åtgärden och vävlokalen behöver vara såpass torr att skeden hinner torka ordentligt utan rostangrepp.
Lintråd används även vid broderi och knyppling.
Lin tål inte centrifugering då fibrerna bryts av. 
Kallmangling av linnevävar ger den slags glans i textilerna som bara lin kan åstadkomma.
Lingarn saluförs under olika kvaliteter:
- Oblekt
- Halvblekt
- Kulört

Och under olika namn där tillverkningsmetoderna ger olika egenskaper på tråden:
- Lin
- Lintow
- Effekttow
- Mattlin

Dessutom finns en blandning av lin och bomull:
- Cottolin